# 독각귀
독각귀(獨脚鬼)는 한자문화권의 괴물 이름이나, "외다리 귀신"이라는 뜻만 공유할 뿐 그 전승의 내용은 나라마다 다르다.

## 중국
중국의 독각귀는 산신의 일종으로, 중국 남부 소수민족 사이에 전승되는 정괴인 산소(山魈)에게서 유래한 것이다. 산에 자리잡고 살면서 산을 망치는 것들에게 재앙을 내리고, 가끔 농촌에 내려와 농작물에 은혜를 내려준다.
육조시대 이후로는 단순한 산신에 그치지 않고, 부를 가져다주는 재신 또는 여성을 습격하는 호색적 괴물의 성격이 추가된다. 이것은 한족의 남하로 인해 소수민족의 신앙에 영향이 미치고, 또한 산민 생활권이 이동하여 생업의 변화가 일어난 것이 이유라 할 것이다.
최대 특징인 외다리의 유래는 확실하지 않지만, 중국 신화의 기(夔)나, 독각오통(独脚五通)이라는 별명을 가진 중국 남부의 오통신(五通神) 등 다른 외다리 신 또는 요괴의 영향이 있었을 것으로 보인다. 그 밖에도 수목이나 절름발이를 모방했다는 설, 남근숭배설 등이 있다.

## 한국
한국의 독각귀는 삿갓을 쓰고 도롱이를 입었으며, 비가 조금씩 내리는 어두운 날 삿갓 아래 두 눈을 희번덕거리며 외다리로 콩콩 튀어다닌다. 특정 체질의 사람들에게만 병을 옮기는데, 독각귀와 멀어지면 금세 낫는다. 심한 악취가 난다. 명함이나 문패 등 사람 이름이 쓰여진 물건을 무서워한다. 서울 종묘 근처에서 목격되었다고 신돈복의 『학산한언』에 나온다. 『학산한언』과 이규경의 『오주연문장전산고』에서는 모두 이 독각귀를 중국의 산정(山精; 산의 정괴), 상술한 산소(山魈)와 비교하고 있다.:133
이익의 『성호사설』이나:135 1933년자 『동아일보』 기사 등에서는 도깨비의 가차자로서 "독각귀"가 사용되었다.